# 明和町立明和西小学校
明和町立明和西小学校（めいわちょうりつめいわにししょうがっこう）は、群馬県明和町にある公立小学校である。

## 沿革
- 1962年 - 群馬県邑楽郡明和村立佐貫小学校から群馬県邑楽郡明和村立明和西小学校に改称。(開校)

## 教育方針

### 学校教育目標
一、礼儀正しい子
二、真剣に学習する子
三、心と体をきたえる子

## 校歌
作詞は中田浩一郎、作曲は石井歓がおこなっている。

## 学区
以下の地域が学区に指定されている。
- 新里
- 中谷
- 梅原
- 川俣
- 須賀
- 大輪
- 入ヶ谷
- 矢島
- 大佐貫
- 南大島（稲荷山地区、地番1〜283）

## 進学先中学校
- 明和町立明和中学校[4]

## 周辺
- 川俣事件記念碑